# Денис Олегов
Денис Олегов е български поет и преводач.

## Биография
Роден е през 1998 г. в София. Започва да пише като ученик, но по-късно определя ранните си опити като „тийнейджърски излияния“. Заедно с Божидар Иванов през 2014 г. основават литературен клуб Отвъд кориците. Клубът организира събития като литературни дискусии, четения пред публика и срещи с автори. Олегов е един от инициаторите на създаване на електронната платформа „Отвъд кориците“ и независимият книжен фестивал Eunoia LitFest за автори, които сами издават творчеството си.
Автор на книгите „Римодрасканици“ (2014), „Раздвоението на една душа“ (2014), „Ледена жар“ (2016), „Колелото на историята“ (2017), „Вечен чужденец“ (2020). Има публикации в LiterNet, „Литературен свят“, списание „Пламък“, Poetas del Mundo (Чили), AlyumAlthamen (Йордания), „Независимое исскуство“ (Русия) и др.
През 2015 г. са първите награди на автора от литературни конкурси – поощрителна награда в конкурса „Солени ветрове“ и втора награда в „Непознати улици“. През 2016 г. получава първа награда в категория „до 20 г.“ на конкурса „Златен явор“.
За стихотворенията „Лунна поема“ и „Задгробен живот“ от книгата „Колелото на историята“ получава награди от конкурсите „Млад поет – Костинброд“ и „Копнеж за растящо творчество“. Освен това е награждаван в конкурсите „Небесни меридиани“ (2018, 2021), „Граждански будилник“ (2019), „Пенчо Славейков“ (2020).
През 2019 г. печели голямата награда от конкурса „Димитър Бояджиев“, благодарение на което излиза стихосбирката му „Вечен чужденец“ (изд. „Лексикон“). Стихосбирката е класирана на второ място в конкурса „Усин Керим“ през 2021 г. Същата година стиховете му са отличени с гранпри от българо-израелския конкурс „Небесни меридиани“ през 2021 г. и му попадат в лонглиста на руския литературен конкурс „Лицей“.
Преводач е на стихосбирката на украинската поетеса Ия Кива „Свидетел на безименност“ (2022). Поддържа блога ОлЕгове, в който представя свои преводи на поезия. За превод е награждаван в българо-руския конкурс „Климент Охридски“ за млади преводачи на художествена проза.
През май 2023 г. пиесата на Денис Олегов „Графоманът“ е наградена в направление „Авторски прочит“ по време на Друмевите театрални празници в Шуменския драматичен театър. През 2024 г. участва със свои стихотворения и преводи в представлението „Истории от невидимото“.

### Стихосбирки
- „Римодрасканици“ (2014)
- „Раздвоението на една душа“ (2014)
- „Ледена жар“ (2016)
- „Вечен чужденец“ (2020, ИК „Лексикон“)
- „Оправдание за съществуване“ (2024, ИК „Отвъд кориците“)[22]

### Сборници
- „Колелото на историята“ /стихотворения и разкази/ (2017)

### Преводи
- Ия Кива – „Свидетел на безименност“ (2022, ИК „Знаци“)
- Василий Димов – „Сибир. Come on baby light my fire“ (2023, ИК „Знаци“)